# František Halas

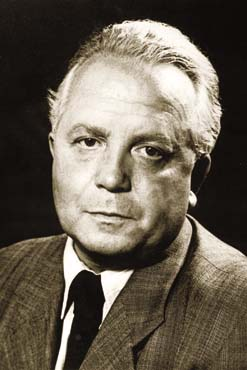
František Halas

František Halas (ur. 3 października 1901 w Brnie, zm. 27 października 1949 w Pradze) – czeski poeta i tłumacz.

## Życiorys
Urodził się w rodzinie robotniczej, jego rodzice byli pracownikami przemysłu tekstylnego. W dzieciństwie był świadkiem powolnego umierania matki na gruźlicę, co odcisnęło piętno na jego późniejszej twórczości. Po ukończeniu szkoły pracował w księgarni i na własną rękę kontynuował naukę.
Od 1919 roku zaangażowany był w działalność rewolucyjną, za co po delegalizacji czeskiego Komsomołu trafił do aresztu. Od 1921 r. pracował dla prasy komunistycznej, pisywał do gazet „Rovnost” i „Sršatec”. Od 1924 r. należał do grupy Devětsil i współredagował jej pismo „Pásmo”, w tym czasie pisywał także dla „Frondy”. Dużo podróżował, zwiedził między innymi Włochy i Francję. W 1936, w przededniu wojny domowej wziął udział w zjeździe przedstawicieli kultury w Hiszpanii, a po powrocie do ojczyzny zaangażował się w działalność na rzecz niesienia pomocy temu krajowi. Podczas II wojny światowej działał w lewicowym podziemiu, m.in. pisywał do nielegalnego „Rudégo práva”. Po wojnie zaangażował się w politykę, pracował w Ministerstwie Informacji i był posłem na sejm.
W 1947 roku przewodził delegacji pisarzy czeskich podczas wizyty w Polsce. 20 maja 1947 został odznaczony Krzyżem Komandorskim Orderu Odrodzenia Polski. Rok później otrzymał nagrodę polskiego Pen-Clubu za przekłady na język czeski utworów Mickiewicza.
Pod koniec jego życia, a szczególnie po przedwczesnej śmierci w 1949 roku jego twórczość była mocno atakowana, szczególnie przez socrealistów i marksistów. Jego twórczość doczekała się rehabilitacji dopiero po 1956 roku.

## Twórczość
Początki twórczości Halasa są silnie związane z poetyzmem i brneńskim odłamem awangardowej grupy Devětsil. Pod jej wpływem debiutował w 1927 tomikiem Sepia. Bardzo szybko odszedł od ruchu awangardowego, a jego twórczość zmieniła charakter. Już w swoim drugim tomie Kogut płoszy śmierć zwrócił się przeciwko cywilizacji technicznej i dał wyraz swoim egzystencjalnym przemyśleniom. Na tym etapie twórczości chętnie odwoływał się do twórczości czeskiego romantyka Karela Hynka Machy. W wierszach Halasa licznie pojawiały się motywy śmierci, rozkładu i tragizmu życia. W 1935 roku ukazał się jego poemat Stare kobiety, w którym w przejmujący sposób ukazał samotność i pustkę bytowania starych ludzi pozbawionych jakichkolwiek perspektyw. Kolejny etap twórczości związany był z jego doświadczeniami wojennymi. Pojawiła się krytyka faszyzmu i liczne odwołania do patriotyzmu i ducha walki. Chętnie także nawiązywał do czeskich bohaterów narodowych, w tym chociażby do XIX-wiecznej pisarki Bożeny Němcovej (Nasza pani Bożena Němcová). Po wojnie pojawiły się motywy odzyskanej wolności i milczącego heroizmu ofiar faszyzmu. Po śmierci Halasa, dopiero w 1957 roku, ukazał się ostatni tomik I co?, w którym po raz kolejny powróciły niepokoje egzystencjalne i pytania o sens życia.
Halas okazał się prekursorem egzystencjalizmu i poezji nastawionej na rozważania o przemijaniu i śmierci na gruncie czeskim. Wielu poetów wzorowało się potem na jego twórczości, mówi się nawet o tzw. linii Halasa, która działała w Czechach w opozycji do surrealistycznie nacechowanej linii Nezvala. Oprócz poezji Halas tworzył także wiersze dla dzieci, pisywał także liczne eseje, uwagi o poezji sztuce, krytyki poświęcone malarstwu i sztukom plastycznym. Zajmował się także tłumaczeniami z literatury polskiej, rosyjskiej, węgierskiej i narodów Jugosławii.

## Recepcja polska
Pierwszy polski przekład utworu Halasa ukazał się w 1932, było to tłumaczenie wiersza Litość z tomu Kogut płoszy śmierć, autorem przekładu, który wyszedł na łamach „Gazety Polskiej”, był Józef Aleksander Gałuszka. W okresie międzywojennym Halasa drukowały pisma „Kamena”, „Pion”, „Prom”, „Ruch Słowiański” i „Zet”.
Po wojnie w Polsce ukazało się kilka książkowych wyborów poezji Halasa:
- Oczekiwanie, wybór Andrzej Piotrowski, Warszawa 1959
- Wybór poezji, wybór i wstęp Marian Grześczak, Warszawa 1974
- Wybór poezji, wstęp i opracowanie Jacek Baluch, Wrocław 1975 (BN, seria II, nr 179)
- I co?, wybór i posłowie Adam Włodek, Kraków 1979
- Imagena, wybór, wstęp i opracowanie Józef Waczków, Warszawa 1982

Na język polski poezje Halasa tłumaczyli m.in. Józef Czechowicz, Leszek Engelking, Marian Grześczak, Kazimierz Andrzej Jaworski, Anna Kamieńska, Andrzej Piotrowski, Arnold Słucki, Józef Waczków i Adam Włodek. Wybrane listy poety oraz inne teksty prozatorskie tłumaczył Józef Zarek.
W Polsce ukazała się monografia poety: Józef Waczków, Franciszek Halas, Warszawa 1980.

## Twórczość
- Sepia (Sepie, 1927)
- Kogut płoszy śmierć (Kohout plaší smrt, 1930)
- Twarz (Tvář, 1931)
- Goryczka (Hořec, 1934)
- Stare kobiety (Staré ženy, 1935)
- Na oścież (Dokořán, 1936)
- Robotnice (Dělnice, 1938)
- Kadłub nadziei (Torzo naděje, 1938), który zawiera między innymi wiersz Śpiew trwogi
- Nasza pani Bożena Němcová (Naše paní Božena Němcová, 1940)
- Ja tam powrócę (Já se tam vrátím, 1947)
- W szeregu (V řadě, 1948)
- I co? (A co?, pośmiertnie 1957)